# Elisa Ochoa
Elisa Rosales Ochoa, född 3 december 1897, död 20 september 1978, var en filippinska politiker. Hon var den första kvinnan i Filippinernas parlament 1941-1946. 
Elisa Ochoa blev sjuksköterska 1915 och gifte sig med läkaren Enrique Ochoa. Hon studerade juridik när USA 1937 införde kvinnlig rösträtt på Filippinerna, och ställde upp i det första val som hölls där 1941, som hon också vann. Kort därpå ockuperades ön av Japan under andra världskriget. Parlamentet tilläts tillträda igen 1943 under japansk överhöghet. Under ockupationen engagerade hon sig i humanitärt arbete och försökte uppfylla sina uppgifter som parlamentsledamot i så hög grad som japanerna tillät. 